# 洞田村
洞田村（ほらだむら）は、かつて岐阜県山県郡に存在した村である。
現在の山県市洞田に該当する。

## 歴史
- 1889年（明治22年）7月1日 - 町村制により、洞田村発足。
- 1897年（明治30年）4月1日 - 大森村、藤倉村、小倉村と合併し、下伊自良村が発足。同日洞田村廃止。